# (24177) 1999 XJ7
1999 أكس جاي 7 (ويعرف أيضًا باسم (24177) 1999 أكس جاي 7 وفق تسمية الكوكب الصغير) (بالإنجليزية: 1999 XJ7)‏ هو كويكب ضمن حزام الكويكبات؛ وترتيبه 24177 من حيث الاكتشاف.
اكتُشف هذا الجُرم الفلكي بواسطة Charles W. Juels ‏ في 4 ديسمبر 1999.

## وصلات خارجية
- (24177) 1999 XJ7 في قاعدة بيانات مختبر الدفع النفاث لأجرام النظام الشمسي الصغيرة

- الاكتشاف · مخطط المدار ·  العناصر المدارية · المعلمات المادية

- (24177) 1999 XJ7 على موقع ويكي سكاي: DSS2, SDSS, GALEX, IRAS, Hydrogen α, X-Ray, Astrophoto, Sky Map, Articles and images